# Cervera aggregata
Cervera aggregata är en korallart som först beskrevs av Huzio Utinomi 1955.  Cervera aggregata ingår i släktet Cervera och familjen Cornulariidae. Inga underarter finns listade i Catalogue of Life.